# Anita Ritzl

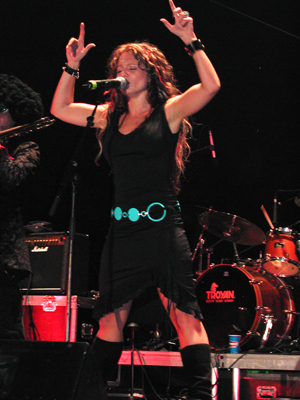
Niddl

Anita Stelzl (geb. Anita Ritzl) (* 8. September 1976 in Wien), besser bekannt als Niddl, ist eine österreichische Pop-Sängerin.

## Leben
Nach jugendlicher Beschäftigung mit Querflöte, Akkordeon und Schlagzeug führten Niddls erste künstlerische Schritte, zu denen unter anderem Sprech- und Bewegungsausbildung gehörten, in Richtung Theater. Nach einem 1999 gewonnenen Karaoke-Wettbewerb arbeitete sie neben ihrem eigentlichen Beruf als Werbeassistentin an ihrem Gesang. Sie trat mit der Rockband „Stiletto & Friends“ auf, sang für Werbe-Spots und nahm mit Tom Thorvis die CD „Angels“ auf. Bei Popstars kam sie unter die letzten 15 Kandidatinnen. Darauf folgten weitere musikalische Aktivitäten mit und für „Mixed Ingredients“, „DJ-Mozart“, Antonia feat. Sandra und „Edelweiss“.
Einen größeren Bekanntheitsgrad errang sie durch die Teilnahme an Starmania, wo sie den vierten Platz erreichte. Nach der anschließenden Tour erschien bei Universal Music ihre Single „Perfect Attitude“, deren B-Titel „I don’t wanna be your friend“ von Diane Warren komponiert war. Der neunte Rang in den österreichischen Charts brachte ihr 2004 eine Nominierung für den Amadeus Austrian Music Award ein.
In der Folgezeit trat Niddl mit verschiedenen Gruppen und Künstlern auf (74tea, DJ Sonic, Mike Ottis, …) sowie mit ihrer Stammformation „Motions“, die sich aus Dieter Kolbeck, Willi Langer, Michael Dörfler und Lenny Dickson zusammensetzt.
Sie schreibt eine als „Dr. Niddl“ betitelte Beratungskolumne für das Jugendmagazin Xpress, die 2004 auch auf ATV lief.
Durch die Zusammenarbeit mit Grammy-Gewinner Georg O. Luksch entstanden, nach einigen Jahren Pause, neue Werke wie 2008 Turn it Up, der zum Snickers Sport Competition Werbespot in Funk und Fernsehen hörbar war.
Anlässlich der 30-Jahr-Feier „Respekt“, die 2010 im Wiener U4 stattfand, formte sich um die Soul/Rock-Sängerin die erste Niddl Band - „Niddl & the NoNo Band“. Im November 2010 entstand zusätzlich die Formation „Niddl Unplugged“.
2011 war Niddl auf Europa Sommer Tour für Magic Life und tourte mit der „NoNo Band“ und „Niddl unplugged“ durch den deutschsprachigen Raum. Nebenbei arbeitete sie an ihrem ersten Solo-Album Time to Smile, das im April 2012 erschien. Im Juni 2012 trat Niddl beim Donauinselfest in Wien auf.

## Diskografie

### Alben
- 2012: Time to Smile

### Singles
- 2003: Perfect Attitude
- 2008: You can be the one
- 2008: Turn it up
- 2020: Pullover